# Bahnstrecke Mount Abram Junction–Mount Abram
| Streckenlänge: | 2,5 km              |                                       |                                       |
| Spurweite: | 610 mm (2-Fuß-Spur) |                                       |                                       |
| Zweigleisigkeit: | –                   |                                       |                                       |
| |                     |                                       |                                       |
| Gesellschaft: | SR&RL               |                                       |                                       |
| \| \| \| von Bigelow \| \| \| \| 0 \| Mount Abram Junction ME \| Mount Abram Junction ME \| \| \| \| (früher Olivers Mills, North Freeman) \| \| \| \| \| nach Strong \| \| \| \| \| West Branch River \| \| \| \| 2½ \| Mount Abram ME \| Mount Abram ME \| |                     |                                       |                                       |
| Strecke (außer Betrieb) |                     | von Bigelow                           | von Bigelow                           |
| Bahnhof (Strecke außer Betrieb) | 0                   | Mount Abram Junction ME               | Mount Abram Junction ME               |
| Strecke (außer Betrieb) |                     | (früher Olivers Mills, North Freeman) | (früher Olivers Mills, North Freeman) |
| Abzweig geradeaus und nach links (Strecke außer Betrieb) |                     | nach Strong                           | nach Strong                           |
| Brücke über Wasserlauf (Strecke außer Betrieb) |                     | West Branch River                     | West Branch River                     |
| Betriebs-/Güterbahnhof Streckenende (Strecke außer Betrieb) | 2½                  | Mount Abram ME                        | Mount Abram ME                        |

Die Bahnstrecke Mount Abram Junction–Mount Abram ist eine Eisenbahnstrecke in Maine (Vereinigte Staaten von Amerika). Sie ist rund 2,5 Kilometer lang. Die Strecke war in der Spurweite von zwei Fuß (610 mm) gebaut und ist vollständig stillgelegt.
Nach der Eröffnung der Bahnstrecke Strong–Kingfield durch die Franklin and Megantic Railway 1884 hatten viele Holzfällercamps Anschluss an die Eisenbahn. Einige Camps am Mount Abram waren jedoch zu weit abseits der Bahn, um von ihr profitieren zu können. Daher baute die Bahngesellschaft eine kurze Stichstrecke, die westlich von Kingfield von ihrer Hauptstrecke abzweigte, den West Branch River überquerte und nordwärts bis an den Fuß des Berges führte. Die Strecke wurde 1889 zwar als öffentliche Bahn eröffnet, diente jedoch nur dem Güterverkehr. 1899 legte man die Bahn zunächst still, eröffnete sie aber 1907 wieder. Ab 1908 führte die Sandy River and Rangeley Lakes Railroad den Betrieb auf der Bahn, die ihrerseits 1911 von der Maine Central Railroad übernommen wurde. Endgültig stillgelegt und abgebaut wurde der Zweig 1922.